# Yttriumoxid
Yttriumoxid, også kendt som yttria, er Y2O3. Det er et luftstabilt, hvidt faststof. Yttriumoxid anvendes ofte som startmateriale indenfor både materialevidenskab og uorganiske forbindelser.
| Kemi | Spire Denne artikel om kemi er en spire som bør udbygges. Du er velkommen til at hjælpe Wikipedia ved at udvide den. |